# Akialoa
Genre
Synonymes
- voir paragraphe #Synonymes

Akialoa est un genre fossile de passereaux de la famille des Fringillidae. Il était endémique des îles d'Hawaï,,,.

## Synonymes
- Hemignathus Lichtenstein, 1839[5]
- Chlorodrepanis Perkins, 1899[5]
- Magumma Mathews, 1925[5]
- Viridonia Rothschild, 1892[5]

## Liste des espèces
Selon la classification de référence du Congrès ornithologique international (version 8.1, 2018) :
- Akialoa ellisiana (Gray, GR, 1860) † — Akialoa d'Oahu, Hémignathe à long bec, Hémignathe d'Oahu
- Akialoa lanaiensis (Rothschild, 1893) † — Akialoa de Lanai, Hémignathe à long bec (lanaiensis), Hémignathe de Lanai
- Akialoa obscura (Gmelin, JF, 1788) † — Akialoa d'Hawaï, Hémignathe akialoa
- Akialoa stejnegeri (Wilson, SB, 1889) † — Akialoa de Kauai, Hémignathe à long bec (stejnegeri), Hémignathe de Kauai